# Lago Giorgio (Uganda)

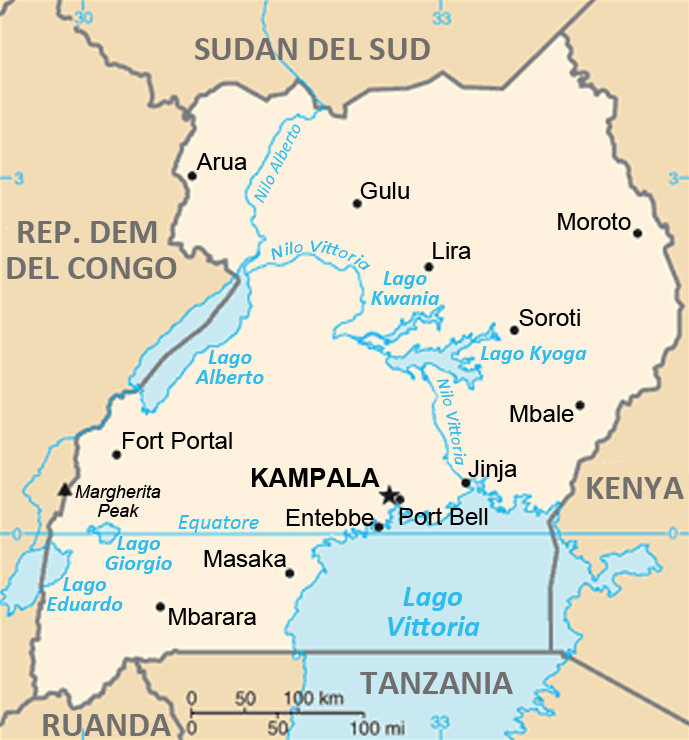
Il Lago Giorgio sulla cartina dell'Uganda.

Il lago Giorgio o lago Dweru (Lake George o Lake Dweru in inglese) è un lago dell'Uganda, situato nel ramo occidentale della Great Rift Valley, a 914 m s.l.m. Ha una superficie di 250 km², con una profondità media di 2.4 m, ed è parte del sistema geografico dei grandi laghi africani, anche se non è considerato uno dei grandi laghi. Come gli altri laghi della regione porta il nome di uno dei membri della famiglia reale britannica, in questo caso del Principe Giorgio. È alimentato da acque provenienti dalle vicine montagne Rwenzori (in particolare dal Rumi, il Mubuku e il Nsonge) e dalla zona agricola a nord-est (con gli immissari Mpanga e Dura). Scarica le sue acque nel lago Edoardo tramite il canale Kazinga, che si trova a sud-ovest del lago.
Il fiume è molto pescoso, e costituisce una fonte di cibo importante per le popolazioni della zona. Fra le numerose specie ittiche presenti si contano anche qui, come in altri grandi laghi africani, molte specie endemiche di ciclidi. La costa settentrionale è ricca di papiro.